# Rogowo (powiat gryficki)
Rogowo – kolonia w północno-zachodniej Polsce, w woj. zachodniopomorskim, w powiecie gryfickim, w gminie Trzebiatów. Rogowo położone jest nad Morzem Bałtyckim, a także nad jeziorem Resko Przymorskie, na Wybrzeżu Trzebiatowskim.
Znajduje się tu małe osiedle bloków mieszkalnych oraz domów jednorodzinnych. Rogowo w sezonie letnim stanowi bazę letniskową z nadmorskim kąpieliskiem.
Według danych z 31 grudnia 2009 Rogowo miało 315 mieszkańców.
Na terenie miejscowości obejrzeć można zespół domów z muru pruskiego, budynki wojskowe z czasów III Rzeszy, a także opuszczone hangary niemieckiej jednostki hydroplanów.

## Infrastruktura turystyczna
Rogowo w sezonie letnim stanowi bazę letniskową z nadmorskim kąpieliskiem dla turystów odpoczywających nad piaszczystą plażą i jeziorem Resko Przymorskie. Na terenie Rogowa działają dwa ośrodki wypoczynkowe i pola namiotowe. Od ponad 50 lat działa tu Wojskowy Dom Wypoczynkowy „Rogowo”, który od początku lat 90. przyjmuje także turystów cywilnych.
W sezonie letnim organizowane jest kąpielisko morskie. W 2012 r. kąpielisko Rogowo spełniało wytyczne wymogi jakościowe dla wody w kąpielisku Unii Europejskiej.

## Położenie

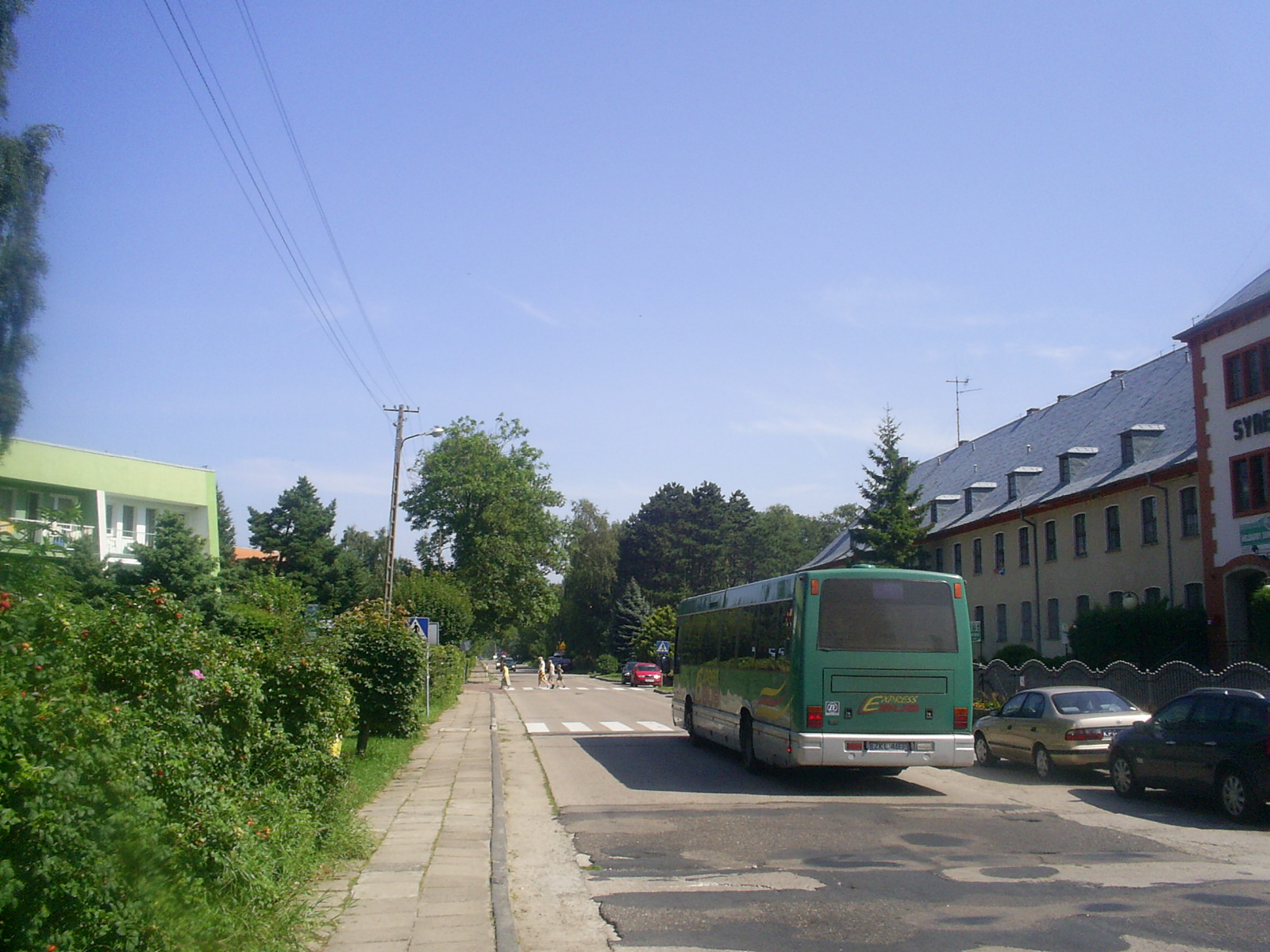
Główna ulica kolonii

Rogowo leży w środkowej części wybrzeża woj. zachodniopomorskiego, w północno-wschodniej części powiatu gryfickiego. Miejscowość położona jest nad Morzem Bałtyckim, na północno-zachodnim brzegu jeziora Resko Przymorskie.
Rogowo znajduje się na Wybrzeżu Trzebiatowskim – jednym z mezoregionów Pobrzeża Szczecińskiego. Kolonia jest położona ok. 15 km na zachód od Kołobrzegu i ok. 2 km od Mrzeżyna.
Rogowo leży historycznie na Pomorzu Zachodnim. W latach 1946–1998 miejscowość administracyjnie należała do województwa szczecińskiego.
Prowadząca przez miejscowość droga powiatowa nr 0152Z z Mrzeżyna do Dźwirzyna, zbudowana jeszcze przed II wojną światową w 2011 r. została przykryta warstwą asfaltu. Obok drogi znajduje się utwardzona ścieżka rowerowa do Kołobrzegu – część międzynarodowego szlaku rowerowego wokół Bałtyku R-10.
Miejscowość obejmuje jednostka pomocnicza gminy – osiedle „Rogowo”. Granicę osiedla stanowi od północy – brzeg morza, od wschodu i zachodu – skraj zabudowań, od południa – droga powiatowa Mrzeżyno–Dźwirzyno. Osiedle jest położone w obrębie geodezyjnym Mrzeżyno 3.
Miejscowość znajduje się Trzebiatowsko-Kołobrzeskim Pasie Nadmorskim, który jest specjalnym obszarem ochrony siedlisk programu Natura 2000. Na południowy wschód od Rogowa został wytyczony obszar specjalnej ochrony ptaków tzw. „Wybrzeże Trzebiatowskie”.

## Demografia
Według danych z 28 lutego 2009 Rogowo miało 332 mieszkańców, z których 257 stanowili dorośli, a 75 osoby poniżej 18. roku życia.
Według danych z 31 grudnia 2009 Rogowo miało 315 mieszkańców, z których 249 stanowili dorośli, a 66 osoby poniżej 18. roku życia.
| Zakres wieku mężczyzn | Mężczyźni | Kobiety | Zakres wieku kobiet |
| --------------------- | --------- | ------- | ------------------- |
| 0–6                   | 9         | 8       | 0–6                 |
| 7–15                  | 18        | 20      | 7–15                |
| 16–19                 | 22        | 7       | 16–19               |
| 20–65                 | 120       | 102     | 20–60               |
| powyżej 65            | 1         | 8       | powyżej 60          |
| Razem (Σ)             | 170       | 145     | (Σ) Razem           |

## Samorząd pomocniczy
Samorząd gminy Trzebiatów utworzył jednostkę pomocniczą – osiedle „Rogowo”. Organem uchwałodawczym osiedla jest ogólne zebranie mieszkańców, która wybiera 3-osobowy zarząd osiedla, w tym przewodniczącego osiedla.
Mieszkańcy Rogowa wybierają 1 radnego do 15-osobowej Rady Miejskiej w Trzebiatowie, w jednomandatowym okręgu wyborczym obejmującym także wschodnią część Mrzeżyna i wieś Roby.
Dzieci z miejscowości uczęszczają do zespołu szkół w Mrzeżynie.

## Historia
Pierwsze wzmianki o Rogowie pochodzą z XV wieku, kiedy to port w Regoujściu przestał pełnić swoją funkcję. Wówczas ludność przeniosła się do dzisiejszego Mrzeżyna, ale także częściowo osiedliła się na terenach przy jeziorze Resko Przymorskie.
Przed II wojną światową rozpoczęto budowę garnizonu – stacjonowała tu niemiecka jednostka przeciwlotnicza, a przy jeziorze funkcjonowało lotnisko dla wodnosamolotów. W okresie II wojny światowej stacjonowały tam łodzie latające Dornier Do 18 wchodzące w skład 2. eskadry z 506. grupy lotnictwa wybrzeża (niem. Küstenfliegergruppe) (11 szt.) oraz 2. eskadry z 606. grupy lotnictwa wybrzeża. Miejscowe kasyno oficerskie było kwaterą Hermanna Göringa.
Do 1945 r. stosowano niemiecką nazwę Kamp, którą niemieckie osiedle wojskowe przyjęło od pobliskiej wsi nad jeziorem Resko Przymorskie. W 1948 r. dla tejże wsi ustalono polską nazwę Kępa. Wcześniej stosowano nazwę Kępa Nadmorska.
Polska nazwa Rogowo pojawiła się już w 1947 r. Ostatecznie nazwę Rogowo ustalono urzędowo w 1982 r.
Od 1952 do 1998 r. znajdowała się tu jednostka wojskowa Wojska Polskiego (m.in. 75 Pułk Artylerii Przeciwlotniczej).
W 2002 roku została powołana wspólnota samorządowa mieszkańców osiedle „Rogowo”.
W 2008 r. nadano pierwszą nazwę ulicy w Rogowie (ul. Rezydencyjna). W 2012 r. nadano nazwy kolejnym 15 ulicom.